# Peru az 1968. évi nyári olimpiai játékokon
Peru a mexikói Mexikóvárosban megrendezett 1968. évi nyári olimpiai játékok egyik részt vevő nemzete volt. Az országot az olimpián 8 sportágban 28 sportoló képviselte, akik érmet nem szereztek.

## Atlétika
Férfi
| Versenyző        | Versenyszám | Előfutam | Előfutam | Előfutam | Negyeddöntő | Negyeddöntő | Negyeddöntő | Elődöntő | Elődöntő | Elődöntő | Döntő   | Döntő    |
| Versenyző        | Versenyszám | Idő      | Hely.    | Össz.    | Idő         | Hely.       | Össz.       | Idő      | Hely.    | Össz.    | Idő     | Helyezés |
| ---------------- | ----------- | -------- | -------- | -------- | ----------- | ----------- | ----------- | -------- | -------- | -------- | ------- | -------- |
| Fernando Acevedo | 200 m       | 21,02    | 4.       | 22.      | 20,78       | 3.          | 9.          | 20,91    | 8.       | 15.      | kiesett | kiesett  |
| Alfredo Deza     | 110 m gát   | 14,38    | 6.       | 26.      |             |             |             | kiesett  | kiesett  | kiesett  | kiesett | kiesett  |

| Versenyző          | Versenyszám | Selejtező | Selejtező | Döntő    | Döntő    |
| Versenyző          | Versenyszám | Eredmény  | Helyezés  | Eredmény | Helyezés |
| ------------------ | ----------- | --------- | --------- | -------- | -------- |
| Fernando Abugattas | Magasugrás  | 203 cm    | 29.       | kiesett  | kiesett  |
| Roberto Abugattas  | Magasugrás  | 200 cm    | 35.       | kiesett  | kiesett  |

## Evezés
| Versenyző                                             | Versenyszám      | Előfutam | Előfutam | Vigaszág | Vigaszág | Elődöntő | Elődöntő | Döntő   | Döntő   | Döntő   | Helyezés    |
| Versenyző                                             | Versenyszám      | Idő      | Hely.    | Idő      | Hely.    | Idő      | Hely.    | Típus   | Idő     | Hely.   | Helyezés    |
| ----------------------------------------------------- | ---------------- | -------- | -------- | -------- | -------- | -------- | -------- | ------- | ------- | ------- | ----------- |
| Lauro Pacussich Héctor Menacho Juan López (kormányos) | Kormányos kettes | 8:49,26  | 6.       | 8:25,90  | 4.       | kiesett  | kiesett  | kiesett | kiesett | kiesett | helyezetlen |

## Ökölvívás
| Versenyző        | Versenyszám | Selejtező         | 32-es főtábla            | Nyolcaddöntő              | Negyeddöntő                | Elődöntő          | Döntő             | Helyezés |
| Versenyző        | Versenyszám | Ellenfél Eredmény | Ellenfél Eredmény        | Ellenfél Eredmény         | Ellenfél Eredmény          | Ellenfél Eredmény | Ellenfél Eredmény | Helyezés |
| ---------------- | ----------- | ----------------- | ------------------------ | ------------------------- | -------------------------- | ----------------- | ----------------- | -------- |
| Luis Minami      | Könnyűsúly  | erőnyerő          | Tin Tun (BIR) · KO       | Yeter Sevimlı (TUR) · 3-2 | Zvonimir Vujin (YUG) · 0-5 | kiesett           | kiesett           | 5.       |
| Marcelo Quiñones | Középsúly   |                   | Alfred Jones (USA) · 0-5 | kiesett                   | kiesett                    | kiesett           | kiesett           | 16.      |

## Röplabda

### Női
| Perui női röplabdacsapat-játékoskeret                                          | Perui női röplabdacsapat-játékoskeret                             |
| ------------------------------------------------------------------------------ | ----------------------------------------------------------------- |
| - Olga Asato - Irma Cordero - Luisa Fuentes - Esperanza Jiménez - Teresa Nuñez | - Ana María Ramírez - Aida Reyna - Alicia Sánchez - Norma Velarde |

#### Eredmények
Csoportkör
| 1968. október 13. 19:00 | Peru (PER)                       | 3 – 2 | Mexikó (MEX) |  |
| 1968. október 13. 19:00 | (15–17, 15–5, 10–15, 15–2, 15–7) |       |              |  |

| 1968. október 14. 10:00 | Peru (PER)          | 3 – 0 | Dél-Korea (KOR) |  |
| 1968. október 14. 10:00 | (15–13, 15–6, 15–9) |       |                 |  |

| 1968. október 15. 12:00 | Japán (JPN)         | 3 – 0 | Peru (PER) |  |
| 1968. október 15. 12:00 | (15–3, 15–11, 15–9) |       |            |  |

| 1968. október 17. 12:00 | Szovjetunió (URS)  | 3 – 0 | Peru (PER) |  |
| 1968. október 17. 12:00 | (15–4, 15–9, 15–9) |       |            |  |

| 1968. október 20. 10:00 | Csehszlovákia (TCH)             | 3 – 2 | Peru (PER) |  |
| 1968. október 20. 10:00 | (7–15, 13–15, 15–9, 15–2, 15–3) |       |            |  |

| 1968. október 23. 17:00 | Peru (PER)                  | 3 – 1 | Egyesült Államok (USA) |  |
| 1968. október 23. 17:00 | (15–11, 15–0, 14–16, 15–12) |       |                        |  |

| 1968. október 25. 10:00 | Lengyelország (POL)        | 3 – 1 | Peru (PER) |  |
| 1968. október 25. 10:00 | (15–10, 14–16, 15–9, 15–8) |       |            |  |

|          |                        |      | Mérkőzések | Mérkőzések | Szettek | Szettek | Szettek | Pontok | Pontok | Pontok |
| Helyezés | Csapat                 | Pont | Gy         | V          | Sz+     | Sz–     | SzA     | P+     | P–     | PA     |
| -------- | ---------------------- | ---- | ---------- | ---------- | ------- | ------- | ------- | ------ | ------ | ------ |
| Arany    | Szovjetunió (URS)      | 14   | 7          | 0          | 21      | 3       | 7,000   | 333    | 194    | 1,716  |
| Ezüst    | Japán (JPN)            | 13   | 6          | 1          | 19      | 3       | 6,333   | 318    | 147    | 2,163  |
| Bronz    | Lengyelország (POL)    | 12   | 5          | 2          | 15      | 11      | 1,364   | 324    | 304    | 1,066  |
| 4.       | Peru (PER)             | 10   | 3          | 4          | 12      | 15      | 0,800   | 306    | 327    | 0,936  |
| 5.       | Dél-Korea (KOR)        | 10   | 3          | 4          | 11      | 14      | 0,786   | 276    | 305    | 0,905  |
| 6.       | Csehszlovákia (TCH)    | 10   | 3          | 4          | 11      | 15      | 0,733   | 307    | 308    | 0,997  |
| 7.       | Mexikó (MEX)           | 8    | 1          | 6          | 7       | 18      | 0,389   | 215    | 338    | 0,636  |
| 8.       | Egyesült Államok (USA) | 7    | 0          | 7          | 4       | 21      | 0,190   | 197    | 353    | 0,558  |

| Csapat     | Helyezés |
| ---------- | -------- |
| Peru (PER) | 4.       |

## Sportlövészet
Nyílt
| Versenyző        | Versenyszám          | Pont | Helyezés |
| ---------------- | -------------------- | ---- | -------- |
| Víctor Tantalean | Gyorstüzelő pisztoly | 572  | 41.      |
| Antonio Vita     | Szabadpisztoly       | 533  | 42.      |
| Gladys Baldwin   | Sportpuska, fekvő    | 591  | 31.      |
| Walter Perón     | Trap                 | 175  | 48.      |
| Pedro Gianella   | Skeet                | 194  | 5.       |

## Súlyemelés
| Versenyző       | Versenyszám | Nyomás   | Nyomás   | Szakítás | Szakítás | Lökés    | Lökés    | Összesen | Helyezés |
| Versenyző       | Versenyszám | Eredmény | Helyezés | Eredmény | Helyezés | Eredmény | Helyezés | Összesen | Helyezés |
| --------------- | ----------- | -------- | -------- | -------- | -------- | -------- | -------- | -------- | -------- |
| Efrain Gusquiza | 90 kg       | 142,5    | 14.      | 120,0    | 20.      | 167,5    | 15.      | 430,0    | 15.      |

## Úszás
Férfi
| Versenyző         | Versenyszám  | Előfutam | Előfutam | Előfutam | Döntő   | Döntő    |
| Versenyző         | Versenyszám  | Idő      | Hely.    | Össz.    | Idő     | Helyezés |
| ----------------- | ------------ | -------- | -------- | -------- | ------- | -------- |
| Juan Carlos Bello | 200 m gyors  | 2:01,3   | 1.       | 9.*      | kiesett | kiesett  |
| Juan Carlos Bello | 200 m vegyes | 2:17,5   | 2.       | 7.*      | 2:13,7  | 4.       |

Női
| Versenyző            | Versenyszám  | Előfutam | Előfutam | Előfutam | Elődöntő | Elődöntő | Elődöntő | Döntő   | Döntő    |
| Versenyző            | Versenyszám  | Idő      | Hely.    | Össz.    | Idő      | Hely.    | Össz.    | Idő     | Helyezés |
| -------------------- | ------------ | -------- | -------- | -------- | -------- | -------- | -------- | ------- | -------- |
| Rosario de Vivanco   | 100 m gyors  | 1:04,7   | 5.       | 30.      | kiesett  | kiesett  | kiesett  | kiesett | kiesett  |
| Rosario de Vivanco   | 200 m gyors  | 2:22,2   | 5.       | 22.      |          |          |          | kiesett | kiesett  |
| Consuelo Changanaqui | 200 m gyors  | 2:20,7   | 4.       | 18.      |          |          |          | kiesett | kiesett  |
| Consuelo Changanaqui | 400 m gyors  | 5:02,9   | 4.       | 22.      |          |          |          | kiesett | kiesett  |
| Consuelo Changanaqui | 200 m vegyes | 2:40,0   | 3.       | 16.      |          |          |          | kiesett | kiesett  |
| Consuelo Changanaqui | 400 m vegyes | 5:52,2   | 4.       | 19.      |          |          |          | kiesett | kiesett  |

* - egy másik versenyzővel azonos időt ért el

## Vívás
Férfi
| Versenyző     | Versenyszám | Csoportkör | Csoportkör | Csoportkör        | Csoportkör | Nyolcaddöntő      | Negyeddöntő       | Elődöntő          | Vigaszág a döntőért | Vigaszág a döntőért | Vigaszág a döntőért | Vigaszág a döntőért | Vigaszág a döntőért | Döntő             | Helyezés    |
| Versenyző     | Versenyszám | 1. kör | 1. kör     | 2. kör            | 2. kör     | Nyolcaddöntő      | Negyeddöntő       | Elődöntő          | 1. kör              | 2. kör              | 3. kör              | 4. kör              | 5. kör              | Döntő             | Helyezés    |
| Versenyző     | Versenyszám | Ellenfél Eredmény | Hely.      | Ellenfél Eredmény | Hely.      | Ellenfél Eredmény | Ellenfél Eredmény | Ellenfél Eredmény | Ellenfél Eredmény   | Ellenfél Eredmény   | Ellenfél Eredmény   | Ellenfél Eredmény   | Ellenfél Eredmény   | Ellenfél Eredmény | Helyezés    |
| ------------- | ----------- | --- | ---------- | ----------------- | ---------- | ----------------- | ----------------- | ----------------- | ------------------- | ------------------- | ------------------- | ------------------- | ------------------- | ----------------- | ----------- |
| Enrique Barza | Tőr, egyéni | D. csoport · Mihai Ţiu (ROU) · V · Jean-Claude Magnan (FRA) · V · Ahmed El-Husseini (RAU) · V · Orlando Ruíz (CUB) · V · Orlando Nannini (ARG) · GY | 5.         | kiesett           | kiesett    | kiesett           | kiesett           | kiesett           | kiesett             | kiesett             | kiesett             | kiesett             | kiesett             | kiesett           | helyezetlen |